# Erwin Schleberger
Erwin Schleberger, CBE (* 2. November 1930 in Wickrathhahn, heute Teil von Mönchengladbach; † 15. Oktober 2013 in Münster) war ein deutscher Jurist, Lehrbeauftragter und Politiker (CDU).

## Beruflicher Werdegang
Nachdem er 1951 sein Abitur am Gymnasium in Rheydt gemacht hatte, studierte er Rechtswissenschaften in Köln und legte 1959 die zweite juristische Staatsprüfung ab. Im gleichen Jahr wurde Schleberger als Regierungsassessor in die Verwaltung des Landes Nordrhein-Westfalen übernommen. Ebenfalls 1959 trat er in die CDU ein.
Zunächst war er bei der Kreisverwaltung Geldern beschäftigt, bevor er zur Bezirksregierung Düsseldorf wechselte. Dort war er bis 1962 tätig. 1960 wurde ihm die Ausbildungsleitung für den gehobenen und mittleren und ab 1964 auch für den höheren Dienst übertragen. In diesem Zusammenhang organisierte er die Ausbildung in den Kommunalverwaltungen und in der Bezirksregierung Düsseldorf. 1965 übernahm Schleberger die Leitung der neu errichteten Landesverwaltungsschule Nordrhein-Westfalen in Hilden, 1967 wurde er zum Abteilungsleiter bei der Bezirksregierung in Arnsberg und 1970 zum stellvertretenden Leiter des Statistischen Landesamtes Nordrhein-Westfalen ernannt.
Ab dem Sommersemester 1964 erhielt Schleberger einen Lehrauftrag an der Hochschule für Verwaltungswissenschaften in Speyer und von 1968 bis 1978 außerdem an der Ruhr-Universität Bochum für einen Kurs im öffentlichen Recht.
In seiner Zeit als Präsident des Regierungsbezirks Münster von 1978 bis 1995 setzte er sich für eine konsequente Entwicklung eines Konzeptes für den vom Strukturwandel besonders betroffenen Ruhrgebiet ein. Schleberger wirkte auch im Münsterland, beispielsweise durch die seit 1988 stattfindenden Münsterlandtage, auf eine regionale Strukturpolitik hin, um neue Perspektiven für die Umstrukturierung des ländlichen Raumes zu eröffnen.
Besonders hat sich Schleberger auch um die Landesmusikakademie und das Künstlerdorf Schöppingen verdient gemacht; er war Vorsitzender des Kuratoriums für Niederlande-Studien und ab 1982 der Israel-Stiftung des Kreises Recklinghausen.

## Auszeichnungen
- 1984: Verdienstkreuz am Bande des Verdienstordens der Bundesrepublik Deutschland
- 1995: Großes Verdienstkreuz der Bundesrepublik Deutschland
- 1995: Kommandeur-Kreuz des Ordens von Oranien-Nassau, verliehen von der niederländischen Königin Beatrix.
- Commander des Order of the British Empire
- Ritterkreuz des Ordens vom heiligen Silvester, verliehen von Papst Johannes Paul II.[3]

## Werke (Auswahl)
- Ordnungs- und Polizeirecht des Landes Nordrhein-Westfalen, 5. Auflage, Siegburg (Reckinger) 1981. ISBN 3-7922-0053-8
- Europäische Regionalpolitik, Heinrich Siedentopf, Manfred Scholle, Erwin Schleberger (Hrsg.); Baden-Baden (Nomos) 1997. ISBN 3-7890-4735-X
- Die deutsche und niederländische Verwaltung zwischen Tradition und Reform, Horst Lademacher und Erwin Schleberger, Baden-Baden (Nomos) 2000. ISBN 3-7890-6465-3
- Wasserverbandverordnung: Wasserverbandgesetz – Wasserverbandvorschriften. Kommentar (Sammlung Guttentag), Paul Kaiser, Karl Linckelmann, Erwin Schleberger, Erich Weiss (Hrsg.); 3. Auflage, Berlin (de Gruyter) 2010. ISBN 3-11-001170-0